# Van Piekeren
Van Piekeren is een Nederlandstalige band, opgericht door zanger en naamdrager van de band Jan van Piekeren en gitarist Johan Fransen.

## Achtergrond
De muziek van de Utrechtse band laat zich omschrijven als melodische (akoestische) theaterpop waarin de gitaarpartijen van Johan Fransen hun duidelijke stempel drukken op de muziek. De melancholische teksten, met een dramatische (en vaak humoristische) ondertoon en de rauwe, doorleefde stem van Jan van Piekeren vormen een uniek geheel. De de vaak 3-stemmige zang geven de band een uniek geluid. Van Piekeren schreef de titelsong voor de zesdelige documentaireserie De Voorstraat
 van Hans Pool, die in 2014 is uitgezonden door de VPRO.

## Bezetting
- Jan van Piekeren, hoofdzanger en tekstschrijver van de band.
- Johan Fransen, componist, gitaar en zanger
- [7]
- Bruno Rombouts, dwarsfluit, accordeon en zanger.

## Discografie
- Lijf & Rauw (2014) (cd, web)
- De Verdieping (2013) (cd, web)[8]
- De wereld op zijn kop (september 2018)
- Deze Kerstmis ik je meer (december 2019)
- Door (maart 2020)
- Ik kom uit Utereg (november 2020)
- Laag Over Laag (Januari 2022)
- Gedaan Wat Ik Wilde (november 2022( (CD, web)
- Zonder Tequila (augustus 2025)